# Lote 192
El Lote 192 (antes Lote 1AB) es un campo de petróleo crudo ubicado en los distritos de Trompeteros y El Tigre, en la provincia de Loreto-Nauta, y en el distrito de Andoas, perteneciente a la provincia de Datem del Marañón, en el departamento de Loreto, Perú. 
Esta área es territorio de los pueblos achuar, kichwa, quechua y urarina de las cuencas de los ríos Corrientes, Tigre y Pastaza. Es considerado como el más grande yacimiento petrolero, y al mismo tiempo, uno de los que más impacto por derrames y pasivos ambientales tienen en la Amazonía Peruana.

## Infraestructura
El área de Lote 192 está conformado por un sistema de oleoductosque extraen el crudo principalmente de los campos de extracción de los distritos de Trompeteros y El Tigre para ser bombeado a la estación Andoas, y posteriormente ser rebombeado al Terminal Bayóvar en el departamento de Piura a través del Oleoducto Norperuano.

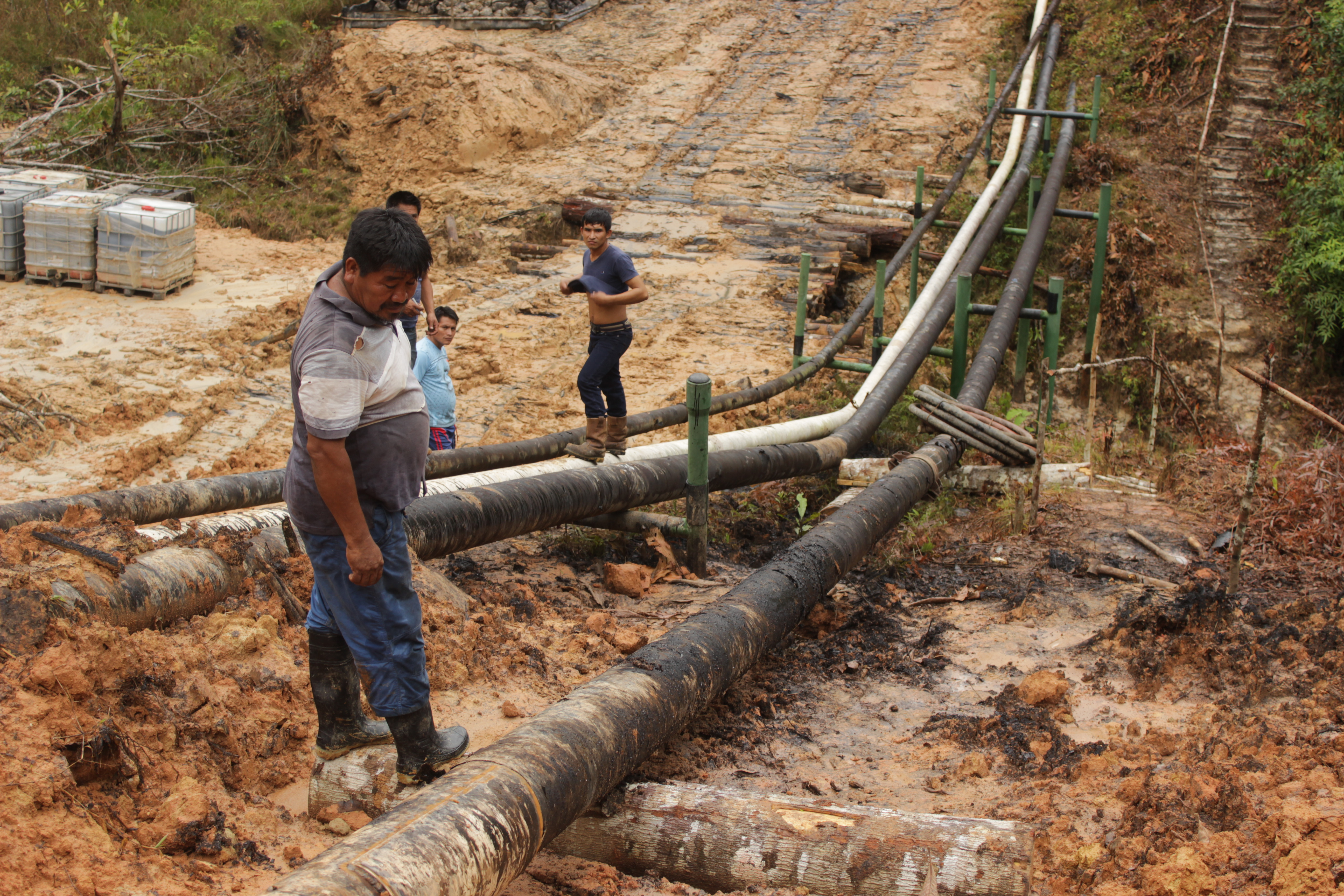
Ductos corroídos del lote 192 en territorio achuar que causaron un derrame en septiembre de 2017

## Ubicación
La ubicación de los yacimientos del Lote 192 se muestra en el siguiente cuadro:
| Yacimientos dentro del LOTE 192 | Yacimientos dentro del LOTE 192 | Yacimientos dentro del LOTE 192 |
| Provincias                      | Distritos                       | Yacimientos                     |
| ------------------------------- | ------------------------------- | ------------------------------- |
| Provincia de Loreto-Nauta       | Distrito del Tigre              | Forestal                        |
| Provincia de Loreto-Nauta       | Distrito del Tigre              | Shiviyacu NC                    |
| Provincia de Loreto-Nauta       | Distrito del Tigre              | Pilar                           |
| Provincia de Loreto-Nauta       | Distrito del Tigre              | San Jacinto                     |
| Provincia de Loreto-Nauta       | Distrito del Tigre              | Batra                           |
| Provincia de Loreto-Nauta       | Distrito del Tigre              | Tigre                           |
| Provincia de Loreto-Nauta       | Distrito de Trompeteros         | Carmen                          |
| Provincia de Loreto-Nauta       | Distrito de Trompeteros         | Shiviyacu                       |
| Provincia de Loreto-Nauta       | Distrito de Trompeteros         | Huayruri sur                    |
| Provincia de Loreto-Nauta       | Distrito de Trompeteros         | Dorissa                         |
| Provincia de Loreto-Nauta       | Distrito de Trompeteros         | Ceci                            |
| Provincia de Loreto-Nauta       | Distrito de Trompeteros         | Jivaro                          |
| Provincia de Datem del Marañón  | Distrito de Andoas              | Capahuari N                     |
| Provincia de Datem del Marañón  | Distrito de Andoas              | Capahuari S                     |
| Provincia de Datem del Marañón  | Distrito de Andoas              | Tambo                           |

## Conflictos sociambientales
Desde el año 1971que se perforó el primer pozo de petróleo en esta zona, el Lote 192 (denominado anteriormente Lote 1AB) ha sido un territorio en donde la actividad petrolera ha generado impactos permanentes tanto en el medio ambiente, como a la salud de los pueblos indígenas que la habitan. Con el primer brote de oro negro en el distrito de distrito de Trompeteros (provincia de Loreto-Nauta), la Occidental Petroleum Corporation (1971-2000) y posteriormente Pluspetrol (2000-2015), han culminado sus operaciones libradas de costear una inmensa deuda ambiental y social que se acumula cada vez más.

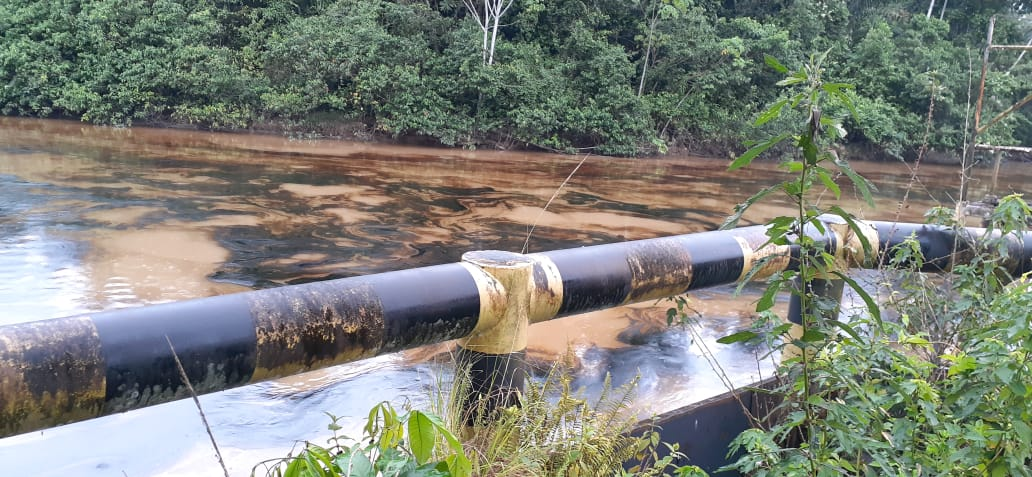
Derrame de petróleo en el lote 192 ocurrido el 23 de noviembre de 2019 llegó hasta la comunidad achuar de Antioquía por el río Corrientes.
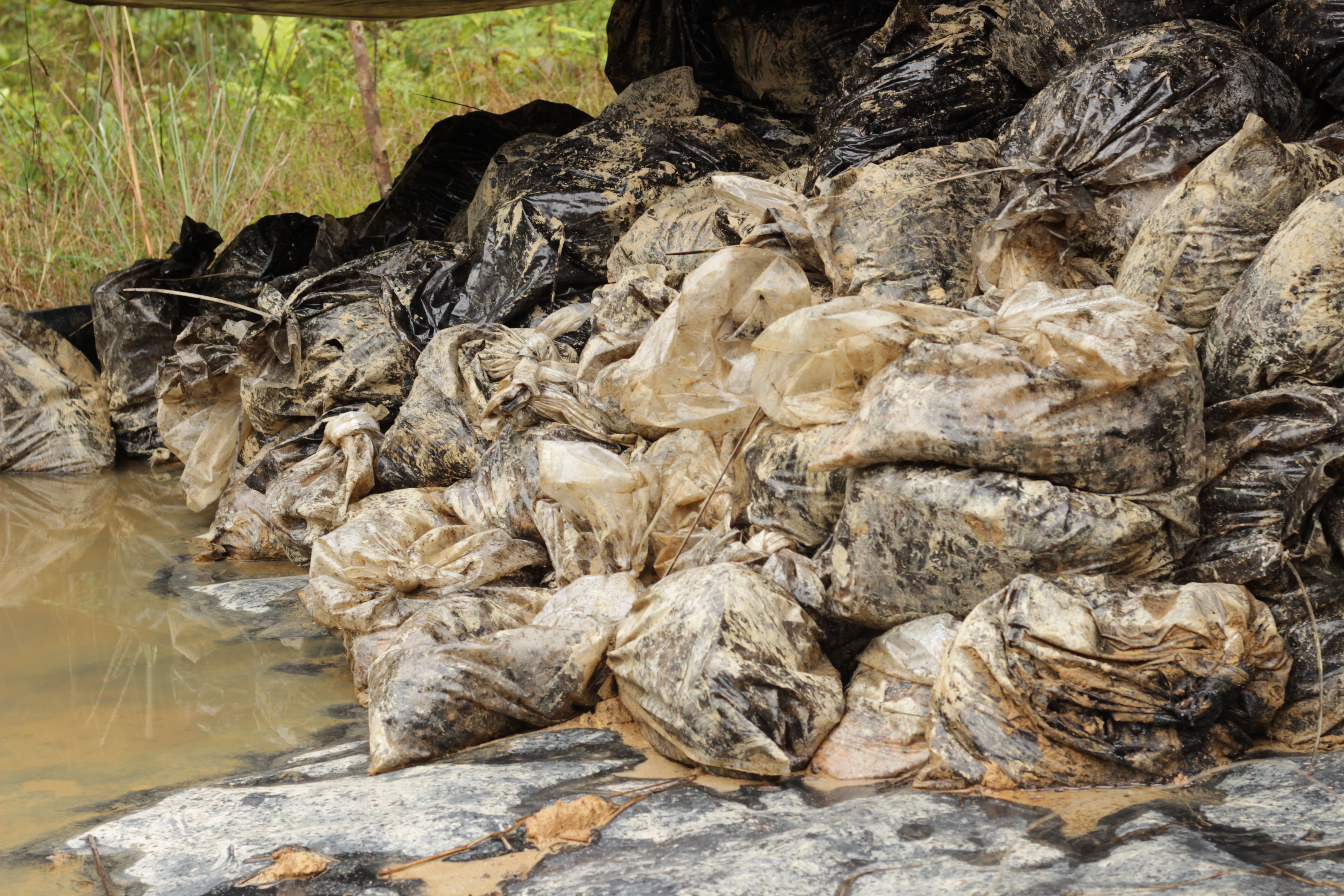
Desechos de limpieza de petróleo dejados por la operadora Frontera Energy tras un derrame de petróleo en territorio Achuar en el lote 192 en septiembre de 2017.

## Consulta previa
El primer proceso de consulta previa se llevó a cabo con el Lote 192, durante el gobierno de Ollanta Humala en agosto de 2012. Esto se realizaría antes de suscribir el contrato de explotación del Lote 1AB, el cual fue tomado con interés por los pueblos indígenas cercanos al Lote 192, pues significaba una oportunidad para que las demandas de los daños ambientales y sociales se hicieran visibles.

## Reinicio de actividad
El 28 de febrero del 2023, Petroperú y Perupetro suscribieron el Contrato de Licencia para la Explotación de Hidrocarburos -por un periodo de 30 años- del Lote 192, considerado el yacimiento petrolero más grande del país, con un total de reservas técnicas recuperables de 127 millones de barriles (MMBO), como reservas probadas de crudo mediano, liviano y pesado.